# Yamagata (Nagano)
Yamagata (山形村?) è un villaggio giapponese della prefettura di Nagano.